# NGC 3097
NGC 3097 is een ster in het sterrenbeeld Grote Beer. Het hemelobject werd op 24 mei 1870 ontdekt door Edward P. Austin.